# Mont Préneley
Mont Préneley is met een hoogte van 855 meter na de Haut-Folin de hoogste berg van de Morvan in Bourgondië, Frankrijk. Hij ligt in het departement Nièvre, aan de zuidkant van de Morvan, zo'n 3,5 km ten noordwesten van Mont Beuvray. Hij maakt deel uit van Natura 2000 vanwege het voor de Morvan typische soort bos, en de aanwezigheid van veen. De Yonne ontspringt in een veengebied aan de voet van deze berg.